# Эррера, Эмануэль
Эмануэ́ль Эрре́ра (исп. Emanuel Herrera; 13 апреля 1987, Росарио) — аргентинский футболист, нападающий перуанского клуба «Университарио».

## Клубная карьера

### Начало карьеры
Эмануэль Эррера — воспитанник клуба «Росарио Сентраль».
В составе «жёлто-синих» нападающий не провёл ни одного матча, до 2011 года выступая на правах аренды за клубы «Чакарита Хуниорс», «Спортиво Итальяно» и «Патронато» в Примере B.

### Чилийские клубы

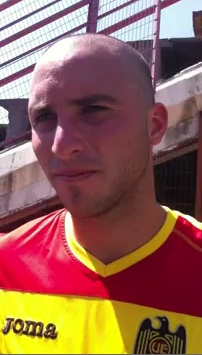
Эмануэль Эррера в форме «Унион Эспаньолы».

В 2011 году Эррера перешёл в чилийский клуб «Депортес Консепсьон». Отыграв 1 сезон в Примере B и забив 27 голов в 35 матчах, форвард перешёл в клуб Примеры «Унион Эспаньола».
Эррера впервые сыграл за новый клуб 25 января 2012 года в матче Кубка Либертадорес против мексиканского «Тигрес».
29 января 2012 года нападающий дебютировал в чилийской Примере. В том матче он поразил ворота «Аудакс Итальяно».
Форвард отметился забитым голом и в ответном матче против «Тигрес», что позволило его команде пробиться в групповой турнир Кубка Либертадорес.
Всего за «Унион Эспаньолу» Эмануэль Эррера забил 11 голов в 21 матче в Примере и 5 голов в 10 матчах в Кубке Либертадорес.

### «Монпелье»

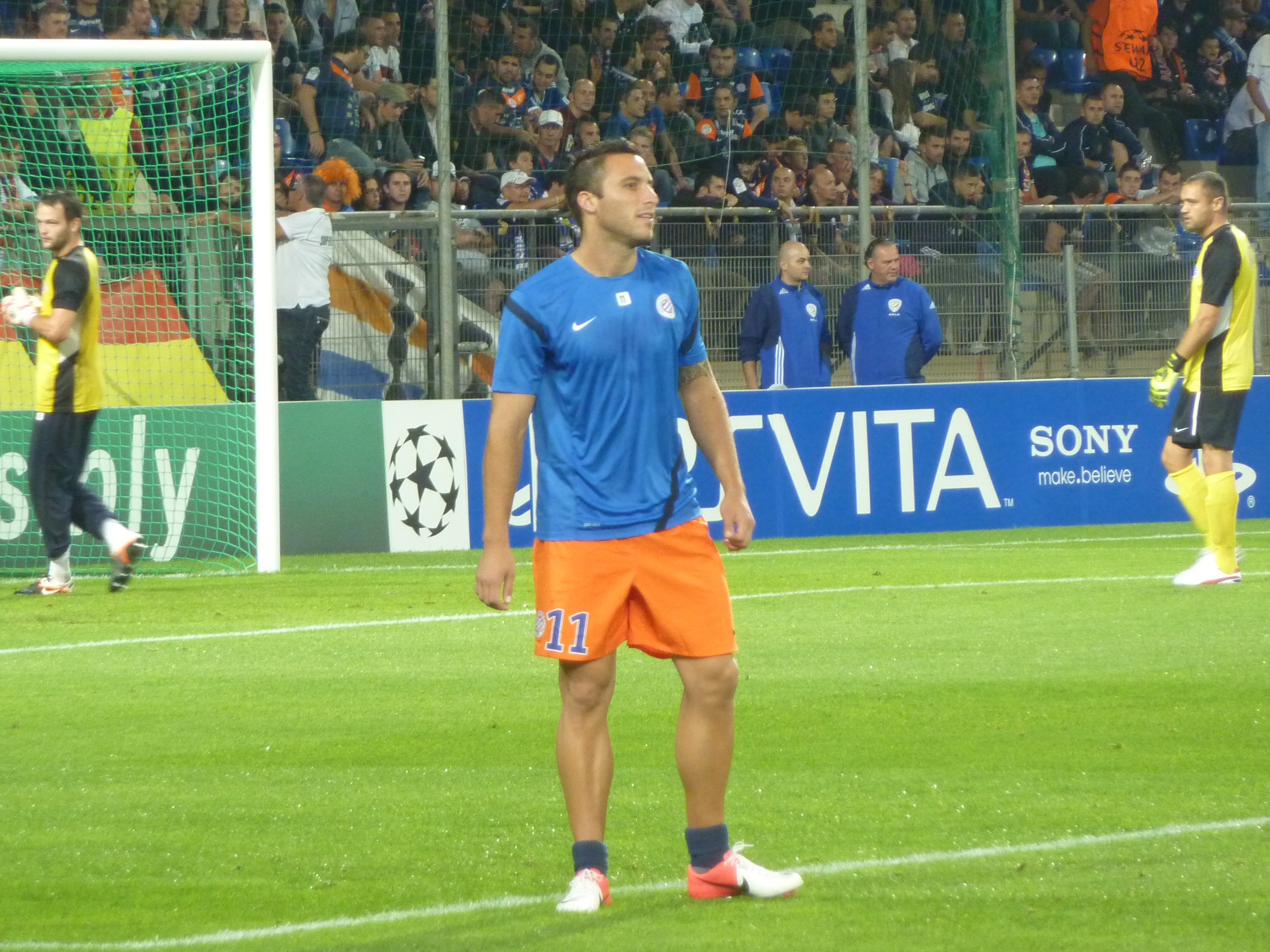
Эррера в матче Лиги чемпионов против лондонского «Арсенала».

Летом 2012 года аргентинский нападающий перешёл во французский клуб «Монпелье», ставший по итогам предыдущего сезона чемпионом страны. Эррера дебютировал в «Монпелье» 28 июля 2012 года в матче суперкубка Франции против лионского «Олимпика».
Первый гол за французский клуб форвард забил в ворота «Лорьяна» 18 августа 2012 года.
Месяц спустя аргентинец дебютировал в Лиге чемпионов (в матче против лондонского «Арсенала»).